# Сосновка (Багратионовский район)
Сосновка — посёлок в Багратиновском районе Калининградской области. Входит в состав Пограничного сельского поселения.

## Население
| 2002 | 2010 |
| ---- | ---- |
| 265  | ↘258 |

## История
Населенный пункт Янце впервые упоминается в 1352 году, около 1437 года он назывался Генсе, около 1600 года - Енсее, около 1619 года - Швенис, позднее закрепилась форма Шванис.
В 1910 году население Шваниса составляло 328 жителей, в 1933 году - 323 жителя, в 1939 году - 362 жителя.
В 1947 году Шванис был переименован в поселок Сосновку..